# 你好，旧时光
《你好，旧时光》（英語：My Huckleberry Friends），2017年中国偶像剧，2017年5月至9月拍攝，改编自八月长安所作的同名青春小说，由李兰迪、张新成、赵浩闳、汤梦佳领衔主演，爱奇艺于2017年11月8日首播。該剧原打算于2018年7月13日登陆深圳卫视黄金剧场上星首轮，但由于广电总局针对高中言情题材剧上星许可符合要求而删减改良计划，故于当天晚上播出其前作《遇见最好的我们》的精华片段，该剧于2018年7月14日正式全国播映。與《遇见最好的我们》及《暗恋橘生淮南》合稱為“振華三部曲”。

## 播出时间
| 频道                  | 所在地         | 播映日期      | 播出时间                                   |
| --------------------- | -------------- | ------------- | ------------------------------------------ |
| 爱奇艺                | 中国大陆/ 臺灣 | 2017年11月8日 | 每周三至五每晚19:00更新一集 会员提前看下周 |
| Astro双星 Astro双星HD | 马来西亚       | 2018年1月4日  | 星期一至五 19:00 - 20:00                   |
| 中华TV                |                | 2018年4月16日 | 每周一、二中午 11:00 - 12:00               |
| 深圳卫视              | 中国大陆       | 2018年7月14日 | 每晚 19:30 - 21:15                         |

## 演员列表

### 文科3班
| 演員                             | 角色                | 介紹 |
| 李兰迪 童年：蒯伊琳 少年：顧語涵 | 余周周              | 文理分科前在理科1班，乐观、积极向上的女孩，梦想成为一名女侠，人称余女侠，善良且有爱心。与林杨之间的爱情分分合合，最終結為夫妻                            |
| 李牵                             | 米乔                | 文科3班的元气少女，短发帅气的女生，於第25集因为心脏病不幸早逝                                                                                            |
| 许梦圆                           | 辛锐 (原名：辛美香) | 原江北中学宏志生，与徐志强一同转进振华中学。敏感且自卑，高中时期与余周周很好，随着年纪的增长对余周周出现嫉妒之心，两人开始分离、分裂。最后和徐志强在一起 |
| 汤梦佳 童年：李晨語              | 凌翔茜              | 文理分科前在理科1班，林扬的发小，是一个骄傲的女生。性格张扬，一开始喜欢林杨，后和楚天阔交往一段时间，最終因楚天阔内心自私而断绝来往，最后和蒋川結婚      |
| 柳俊岐                           | 徐志强              | 原江北中学宏志生，与辛锐一同转进振华中学。喜欢欺负辛锐，但又最了解辛锐，对她也有着特别的感情。叛逆的外表下有一颗细腻的心。后去参军，最后和辛锐在一起     |
| 蒋宜儒                           | 郑彦一              | 余周周的同桌，文静内向的男生，平时生活中没什么存在感，通过借读上的振华，学习不开窍，但一直在努力。在绘画上很有天赋                                       |
| 姜嫄                             | 陈瑶                | 直率的女孩，神经大条，经常说话不过脑子，崇拜米乔 |

### 理科2班
| 演員                           | 角色   | 介紹 |
| 张新成 童年：王俊浩 少年：銀藝 | 林杨   | 文理分科前在理科2班，曾为余周周转入文科3班，后被潘主任发现而被迫回到理科2班。余周周的青梅竹马，因自己阴错阳差害死了周周的母亲和继父，对余周周有着暗恋与愧疚的感情。他是高干子弟，俊朗帅气，很是幽默。喜欢余周周，一直像一颗小太阳照耀着她，长大后与余周周结婚 |
| 赵浩闳 （赵健雷） 童年：魏子淇 | 蒋川   | 从小喜欢凌翔茜。在对方眼里，自己是个总也擦不干鼻涕的笨小孩，但依然像忠犬般常年尾随在凌翔茜左右。十年后与凌翔茜结婚 |
| 胡世群 童年：郭唐維            | 周沈然 | 余周周同父异母的弟弟，时常因余周周的关系与林杨等人发生矛盾,最后经过余周周开导，决定不再只听妈妈去北京上大学的安排，追寻自己的梦想 |

### 理科1班
| 演員                | 角色   | 介紹 |
| 陈鹏万里            | 楚天阔 | 与凌翔茜有一段感情，从小生活在平凡的家庭中。虽然成绩优秀，运动也不错，但是有一颗自卑和自私的心，因生活所迫而好面子缺少勇气 |
| 梁浩                | 周末   | 余淮的好朋友，文理分科前与余周周都在理科1班，捉弄过周周一次。主要剧情在前作最好的我们 (电视剧)                             |
| 李博洋 童年：尚怡琳 | 詹燕飞 | 与林杨、蒋川、周周、凌翔茜等人一起长大的同学                                                                               |

### 理科5班
| 演員   | 角色   | 介紹                                           |
| 劉啟恒 | 徐延亮 | 理科5班班长，主要剧情在前作最好的我们 (电视剧) |

### 老师
| 演員   | 角色   | 介紹                                                                                            |
| 张磊   | 潘元胜 | 振华中学教导主任                                                                                |
| 方文强 | 张平   | 振华中学理科5班班主任，理科2班物理老师                                                          |
| 高文峰 | 张峰   | 振华中学理科2班班主任兼数学老师                                                                 |
| 宁理   | 武文陆 | 振华中学文科3班班主任兼历史老师，是教导主任潘元胜的老校友。人称“魔鬼老师”，对学生有非常大责任心 |

### 其他演员
| 演員                | 角色                  | 介紹                                                                                                   |
| 周澄奥 童年：袁晟珉 | 奔奔 (本名：慕容沉樟) | 余周周的发小，豪爽仗义的少年，冷漠的外表下有一颗不羁的心，喜欢米乔                                     |
| 曹恩齐              | 陈桉                  | 北大毕业生，曾是振华中学历届优秀毕业生。温暖的男生，像哥哥一样默默守护余周周，是余周周前行路上的指明灯 |
| 田宜峰              | 余飛                  | 余周周大舅的儿子，周周的表哥                                                                           |
| 馬藜                | 余虹                  | 余周周的媽媽，因林楊約余周周去海洋館，使齊叔叔和她去旅行社改期而出车祸身亡                             |
| 韓夫一              | 周書國                | 余周周和周沈然的父亲                                                                                   |
| 劉暢                | 齊叔叔                | 余周周的继父，后出车祸身亡                                                                             |

## 电视剧歌曲
网剧的原声音乐由郭思达作曲。
| 曲序 | 曲目                       |            | 作曲       | 演唱者   |
| ---- | -------------------------- | ---------- | ---------- | -------- |
| 1.   | 《时光遐想》（推广曲）     | 冯悬       | 欧阳巽涛   | 许飞     |
| 2.   | 《我的光》（片头曲）       | 左颜       | 左颜       | 黄雅莉   |
| 3.   | 《遥远的歌》（片尾曲）     | Cannie晴子 | Cannie晴子 | 刘惜君   |
| 4.   | 《我的光》                 | 左颜       | 左颜       | 周子琰   |
| 5.   | 《我的好朋友》             | 张一然     | 张一然     | 张一然   |
| 6.   | 《爱你的我十八岁》（插曲） | 左颜       | 左颜       | 左颜     |
| 7.   | 《风》（插曲）             | 左颜       | 左颜       | 汪小敏   |
| 8.   | 《城市中的一些人》（插曲） | 张一然     | 张一然     | 李琦     |
| 9.   | 《未说完的秘密》（插曲）   | 蒋蒋       | 蒋蒋       | 孙子涵   |
| 10.  | 《谢谢侬》（插曲）         | 林夕       | 林一峰     | 陈奕迅   |
| 11.  | 《十年》（插曲）           | 林夕       | 陈小霞     | 陈奕迅   |
| 12.  | 《泡沫》（插曲）           | 大张伟     | 大张伟     | 花儿乐队 |

## 宣傳活動
| 活动日期       | 活動                             | 出席演員                                                                                   |
| 2017年11月1日  | 《振华中学研讨会》               | 制片人/导演/编剧                                                                           |
| 2017年11月5日  | 《振华中学抢鲜看片会》           | 张磊、方文强、高文峰                                                                       |
| 2017年11月5日  | 《你好旧时光》汇报演出           | 李兰迪、张新成、李牵、许梦圆、曹恩齐、汤梦佳、陈鹏万里、姜嫄、蒋宜儒、张磊、方文强、高文峰 |
| 2017年12月10日 | 《你好旧时光》武汉大学校园见面会 | 李兰迪、张新成、曹恩齐                                                                     |
| 2017年12月17日 | 《你好旧时光》南京校园见面会     | 张新成、李牵、许梦圆、周澄奥                                                               |

## 收視率
| 中国 深圳卫视 首播收视率 |               |             |             |             |           |           |           |           |           |           |                                              |
| 集數                     | 播出日期      | CSM52城市网 | CSM52城市网 | CSM52城市网 | CSM全国网 | CSM全国网 | CSM全国网 | CSM16省网 | CSM16省网 | CSM16省网 | 備註                                         |
| 集數                     | 播出日期      | 收視率      | 收視份額    | 排名        | 收視率    | 收視份額  | 排名      | 收視率    | 收視份額  | 排名      | 備註                                         |
| 1-2                      | 2018年7月14日 | 0.308       | 1.173       | 9           | 0.08      | 0.32      | 29        | 0.112     | 0.372     | 17        | CCTV-8《诚忠堂》完結                         |
| 3-4                      | 2018年7月15日 | 0.335       | 1.238       | 9           | 未上榜    | 未上榜    | 未上榜    | 0.12      | 0.392     | 17        |                                              |
| 5-6                      | 2018年7月16日 | 0.315       | 1.188       | 13          | 未上榜    | 未上榜    | 未上榜    | 未上榜    | 未上榜    | 未上榜    | CCTV-8《開封府》開播                         |
| 7-8                      | 2018年7月17日 | 0.311       | 1.201       | 14          | 未上榜    | 未上榜    | 未上榜    | 0.112     | 0.38      | 20        |                                              |
| 9-10                     | 2018年7月18日 | 0.275       | 1.046       | 14          | 0.1       | 0.42      | 30        | 0.099     | 0.336     | 19        |                                              |
| 11-12                    | 2018年7月19日 | 0.27        | 1.042       | 14          | 未上榜    | 未上榜    | 未上榜    | 暂缺      | 暂缺      | 暂缺      |                                              |
| 13-14                    | 2018年7月20日 | 0.281       | 1.09        | 12          | 0.11      | 0.49      | 22        | 0.108     | 0.372     | 20        |                                              |
| 15-16                    | 2018年7月21日 | 0.271       | 1.069       | 10          | 0.07      | 0.31      | 29        | 0.094     | 0.325     | 20        |                                              |
| 17-18                    | 2018年7月22日 | 0.288       | 1.083       | 10          | 0.09      | 0.37      | 28        | 未上榜    | 未上榜    | 未上榜    |                                              |
| 19-20                    | 2018年7月23日 | 0.354       | 1.302       | 14          | 未上榜    | 未上榜    | 未上榜    | 未上榜    | 未上榜    | 未上榜    | 湖南《一千零一夜》完結，《甜蜜暴擊》同日開播 |
| 21-22                    | 2018年7月24日 | 0.301       | 1.135       | 14          | 未上榜    | 未上榜    | 未上榜    | 0.107     | 0.365     | 19        |                                              |
| 23-24                    | 2018年7月25日 | 0.276       | 1.021       | 16          | 未上榜    | 未上榜    | 未上榜    | 未上榜    | 未上榜    | 未上榜    |                                              |
| 25-26                    | 2018年7月26日 | 0.29        | 1.098       | 13          | 未上榜    | 未上榜    | 未上榜    | 暫缺      | 暫缺      | 暫缺      |                                              |
| 平均收視                 | 平均收視      | 0.299       | 1.13        | 不適用      |           |           | 不適用    |           |           | 不適用    |                                              |

1. 同时段或交叉时段主要节目：
  - CCTV-1：《岁岁年年柿柿红》
  - CCTV-8：《誠忠堂》／《開封府》
  - 湖南：《一千零一夜》／《甜蜜暴擊》
  - 東方、江苏：《獵毒人》
  - 浙江：《陪讀媽媽》
  - 北京：《面具》
2. 数据由广视索福瑞提供，调查范围为四岁以上之观众。
3. 以上收视排名包括央视在内。CSM16省网排名不含央视
4. 收視最低的集數以藍色表示，收視最高的集數以紅色表示
5. 资料来源：卫视这些事儿、TV未知数、数据狮、卫视走光了